# Victor Alfred Lundy

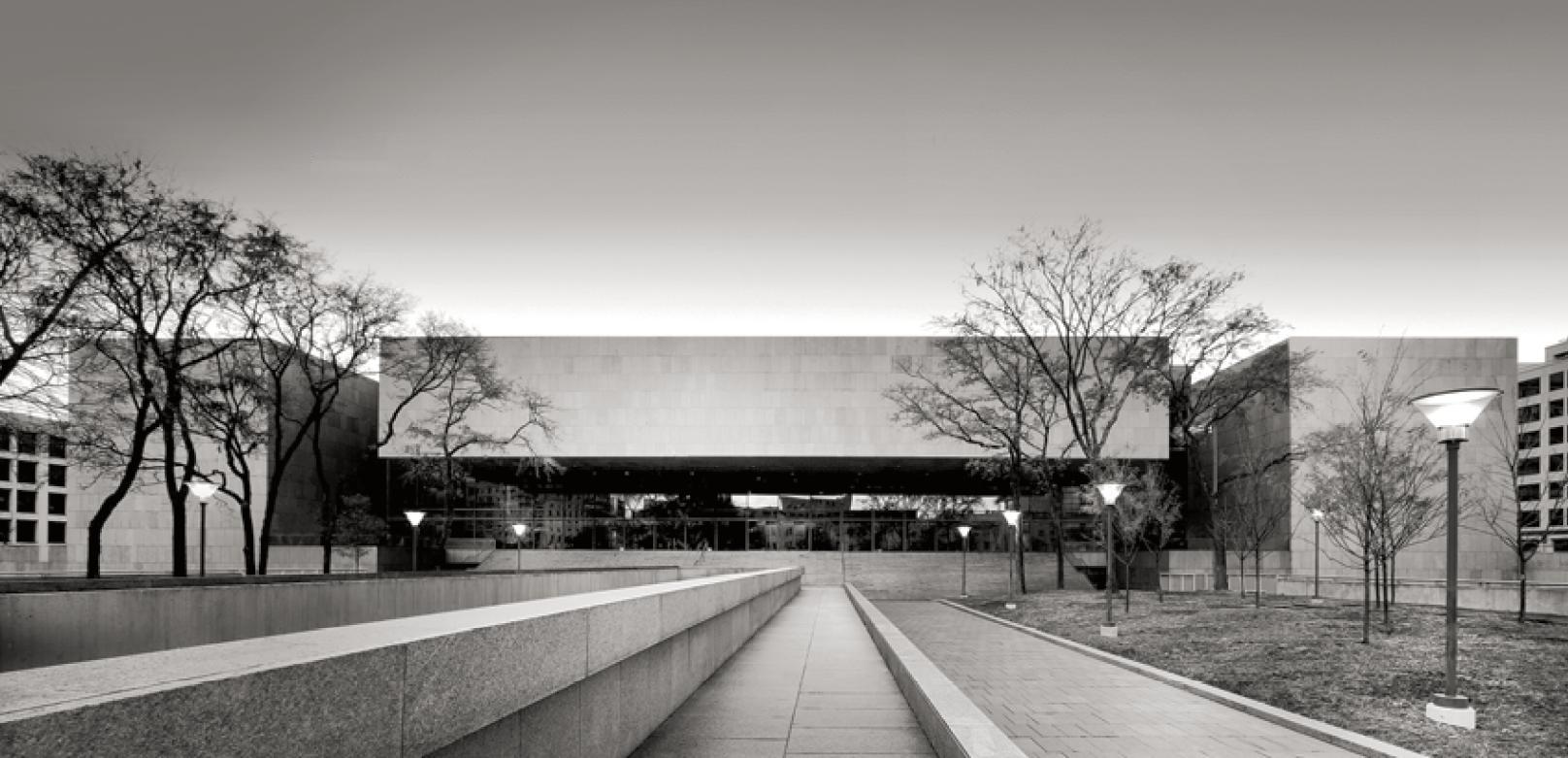
Vista Frontal do edifício do Tribunal de Impostos dos Estados Unidos (United States Tax Court Building), obra de Victor Lundy

Victor Alfred Lundy (Nova York, 1 de fevereiro de 1923 – 4 de novembro de 2024) foi um arquiteto estadunidense. Um dos precursores do modernismo americano e líder do movimento "Escola de Sarasota da Arquitetura" (estilo regional da arquitetura pós-guerra desenvolvido na Florida, tendo como a cidade de Sarasota o início do movimento). Uma das suas obras, o "Warm Mineral Springs Motel" esta listado no Registro Nacional de Lugares Históricos.
No início da década de 1940, entrou na "Harvard Graduate School of Design" para estudar arquitetura. O curso foi concluído após o seu retorno da Europa, onde serviu durante a Segunda Guerra Mundial. Em 1954, abriu uma empresa de arquitetura em Sarasota e na década de 1970, mudou-se para Houston.
Foi o autor do projeto do pavilhão norte-americano da Feira Mundial de Nova Iorque de 1964-65. Em 2014 foi produzido um documentário sobre sua vida com o título de "Victor Lundy: Sculptor of Space".

## Segunda Guerra Mundial
Na Segunda Guerra Mundial, serviu no Exército dos Estados Unidos na Europa, e nos momentos de descanso, registrou, num caderno, o cotidiano da tropa em desenhos a mão.
Em 2009, Victor doou este caderno para Biblioteca do Congresso Nacional dos EUA, que atualmente faz parte do acervo digitalizado da instituição.

## Morte
Lundy morreu no dia 4 de novembro de 2024, aos 101 anos.